# Chilecomadia moorei
Chilecomadia moorei är en fjärilsart som beskrevs av Silva Figuero 1915. Chilecomadia moorei ingår i släktet Chilecomadia och familjen träfjärilar. Inga underarter finns listade i Catalogue of Life.